# Kareem Hunt
Kareem AJ Hunt (Willoughby, 6 agosto 1995) è un giocatore di football americano statunitense che milita nel ruolo di running back per i Kansas City Chiefs della National Football League (NFL).

## Carriera

### Kansas City Chiefs
Hunt fu scelto nel corso del terzo giro (86º assoluto) del Draft NFL 2017 dai Kansas City Chiefs. Dopo un infortunio al ginocchio di Spencer Ware nella terza gara di pre-stagione fu nominato running back titolare dei Chiefs il 27 agosto 2017.

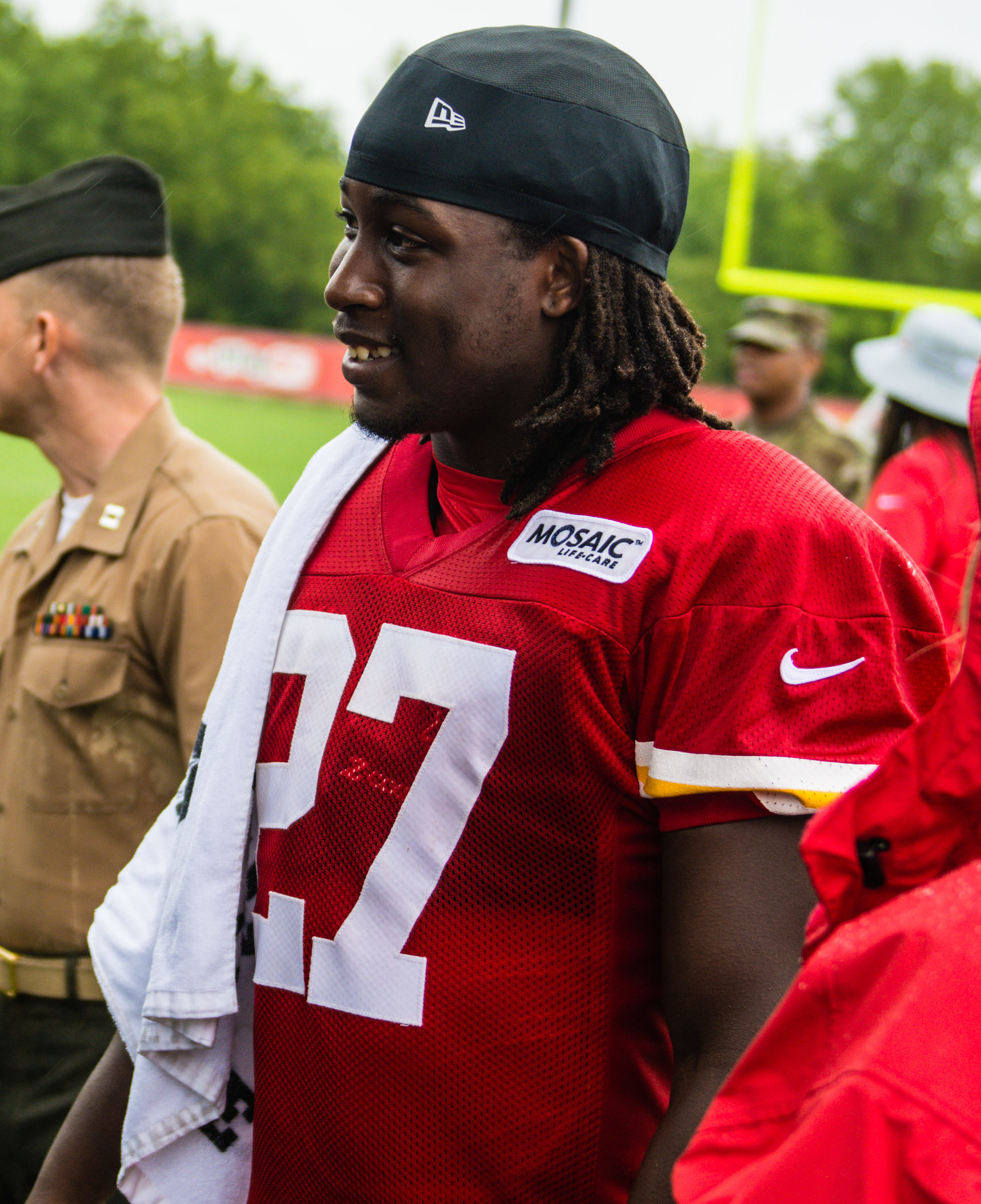
Hunt con i Chiefs

Hunt fece il suo debutto professionistico il 7 settembre contro i New England Patriots nel Thursday Night Football. Malgrado un fumble perso a inizio gara, segnò un touchdown su corsa e due su ricezione nella vittoria a sorpresa di Kansas City sui campioni in carica. La sua gara si concluse con 246 yard guadagnate dalla linea di scrimmage (148 su corsa, 98 su ricezione), un record NFL in una gara di debutto. Gli unici altri giocatori dal 1970 ad avere guadagnato più di 150 yard totali al debutto in carriera sono Marshall Faulk nel 1994 (174 yard) e Billy Sims nel 1980 (217 yard). Per questa prestazione fu premiato come running back della settimana e come rookie della settimana. Nel turno successivo segnò altri due touchdown nella vittoria sui Philadelphia Eagles. Sette giorni dopo segnò un altro touchdown dopo una corsa da 69 yard, chiudendo con 172 yard e venendo premiato per la seconda volta come running back della settimana. Nelle tre partite di settembre, Hunt guidò la NFL con 401 yard corse, segnando complessivamente 6 touchdown e venendo premiato come giocatore offensivo della AFC del mese e come rookie offensivo del mese.
Dopo tale inizio di stagione, Hunt rimase nove partite senza segnare, fino alla settimana 14 in cui corse 116 yard e un touchdown nella vittoria sugli Oakland Raiders. Nel turno successivo segnò altri due touchdown, uno su corsa e uno su ricezione, nella vittoria sui Los Angeles Chargers.  A fine stagione fu convocato per il Pro Bowl. Il 6 gennaio 2018, nella prima gara di playoff in carriera, segnò un touchdown su corsa ma i Chiefs furono eliminati dai Tennessee Titans malgrado un vantaggio di 21-3 alla fine del primo tempo.
Nel nono turno della stagione 2018, Hunt corse 141 yard e segnò 3 touchdown (2 su corsa e uno su ricezione) nella vittoria sui Cleveland Browns, venendo premiato come giocatore offensivo della AFC e come running back della settimana.
Il 30 novembre 2018 il sito di informazione TMZ pubblicò un video di Hunt coinvolto in una violenta lite con una donna in un albergo, risalente al febbraio precedente. Poche ore dopo, l'amministratore delegato dei Chiefs Clark Hunt svincolò il giocatore, affermando che Hunt aveva mentito alla società quando questa l'aveva interrogato sull'incidente.

### Cleveland Browns

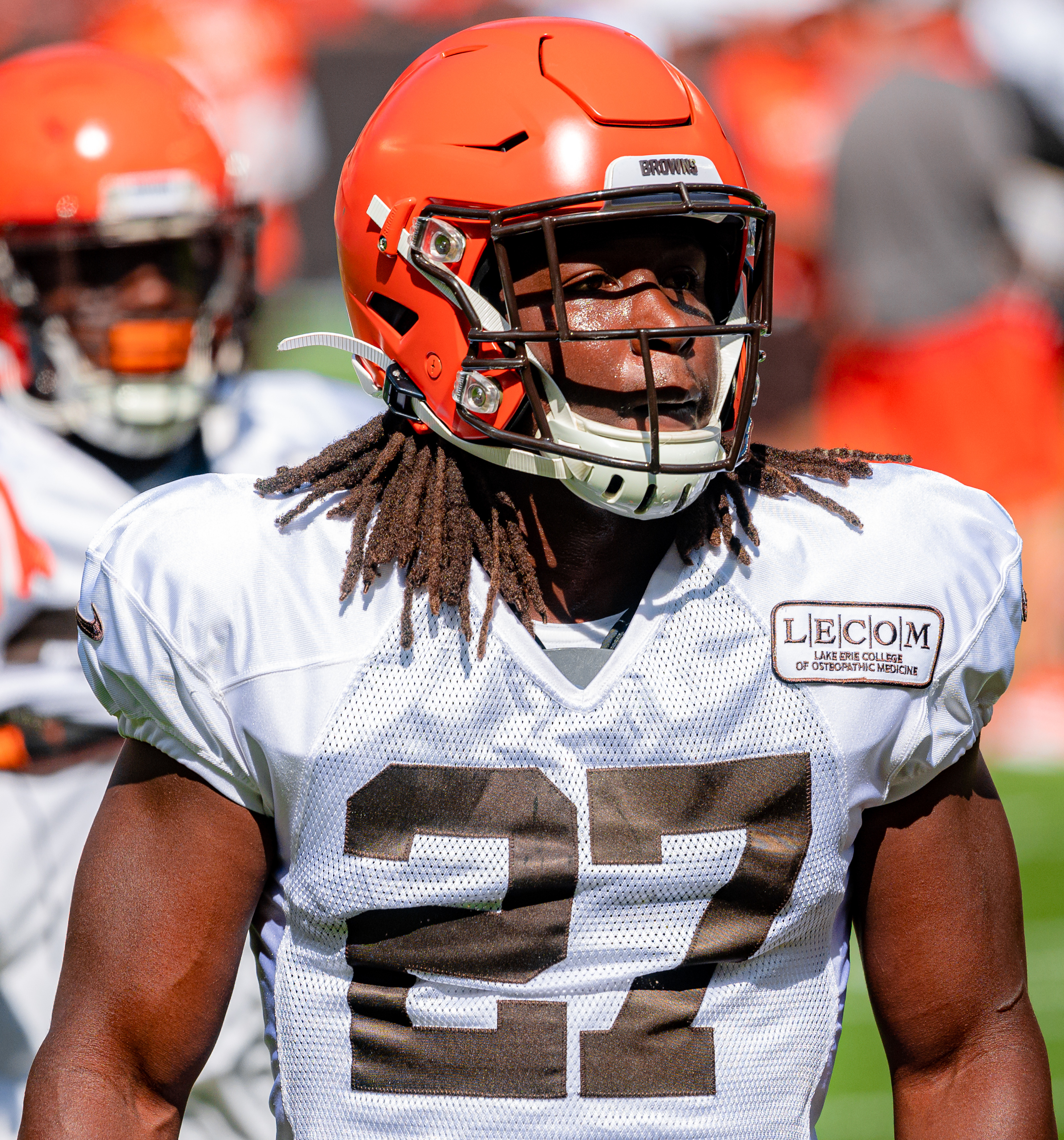
Hunt nel 2019

Hunt firmò con i Cleveland Browns l'11 febbraio 2019. A causa dell'indagine per violenza domestica in corso da parte della NFL, fu inserito nella lista degli inattivi subito dopo la firma del contratto. Il 15 marzo 2019 la lega annunciò che il giocatore sarebbe stato sospeso per le prime 8 gare della stagione. Tornò in campo nella gara del decimo turno contro i Buffalo Bills correndo 4 volte per 30 yard nella vittoria.
I primi touchdown della stagione 2020 Hunt lo segnò nella vittoria del secondo turno sui Cincinnati Bengals, uno su corsa e uno su ricezione. Nella settimana 4 divenne il running back primario della squadra dopo l'infortunio di Nick Chubb segnando 2 touchdown su corsa nella vittoria sui Dallas Cowboys. La sua stagione regolare si chiuse con 841 yard corse e 11 touchdown (6 su corsa e 5 su ricezione), guidando assieme a Chubb uno dei migliori attacchi su corsa della lega. Nel turno delle wild card dei playoff contro i Pittsburgh Steelers, Hunt corse 48 yard e segnò 2 touchdown nella vittoria per 48–37. Andò a segno anche la settimana successiva nella sconfitta contro i Chiefs campioni in carica, diventando il primo giocatore dei Browns a segnare tre touchdown in una singola annata di playoff da Otto Graham nel 1954.
Dopo essersi visto rifiutare un'estensione contrattuale pluriennale dalla dirigenza dei Browns, Hunt iniziò la stagione 2022 segnando due touchdown nella vittoria sui Carolina Panthers.
Prima della stagione 2023 Hunt lasciò i Browns ma vi fece ritorno il 20 settembre firmando un contratto di un anno da 4 milioni di dollari dopo l'infortunio che pose fine alla stagione del running back titolare Nick Chubb. Nel sesto turno segnò i primi punti della sua squadra con una corsa da 16 yard nella vittoria sui precedentemente imbattuti San Francisco 49ers. Andò a segno due volte nel primo turno di playoff (un touchdown su corsa e uno su ricezione) ma i Browns furono eliminati dai Texans.

### Ritorno ai Chiefs
Il 17 settembre 2024 Hunt firmò per fare ritorno ai Chiefs dopo l'infortunio che pose fine alla stagione del running back Isiah Pacheco. Nella seconda gara con la squadra superò per la prima volta le cento yard corse dopo quattro anni, terminando con 102 yard e un touchdown nella vittoria sui New Orleans Saints. Nella settimana 7 corse 78 yard e segnò due touchdown nella vittoria sui 49ers che mantenne Kansas City imbattuta.

## Palmarès
- American Football Conference Championship: 1

Kansas City Chiefs: 2024
- Convocazioni al Pro Bowl: 1

2017
- Giocatore offensivo della AFC del mese: 1

settembre 2017
- Giocatore offensivo della AFC della settimana: 1

9ª del 2018
- Running back della settimana: 3

1ª e 3ª del 2017; 9ª del 2018
- Rookie offensivo del mese: 2

settembre e dicembre 2017
- Rookie della settimana: 1

1ª del 2017
- Leader della NFL in yard corse: 1

2017
- PFWA All-Rookie Team - 2017